# Corticus
Corticus is een geslacht van kevers uit de familie somberkevers (Zopheridae).

## Soorten
Deze lijst is mogelijk niet compleet.
- C. brevipennis
- C. celtis
- C. foveicollis